# Czornaja Rieczka (Kraj Chabarowski)
Czornaja Rieczka (ros. Чёрная Речка) – wieś w Rosji, w Kraju Chabarowskim, w rejonie chabarowskim. W 2010 liczyła 1382 mieszkańców.